# NGC 1797
NGC 1797 (również PGC 16781) – galaktyka spiralna (Sa), znajdująca się w gwiazdozbiorze Erydanu. Odkrył ją Lewis A. Swift 13 lutego 1887 roku. Jest to galaktyka gwiazdotwórcza.